# Robert Mignot
Robert Mignot, né le 10 janvier 1882 au Havre et mort en 1939, est un aviateur français, pionnier de l'aviation.

## Biographie
Fils d'un importateur de café du Havre, Robert Mignot obtient le brevet no 76 de l'Aéro-club de France sur avion Sommer. il participe en juin 1910 à la Grande Semaine d'aviation de Rouen sur un biplan Sommer.
Pendant la Première Guerre mondiale, il est engagé volontaire au 11e escadron du train puis au au 19e escadron du train.